# هايد (بيدفوردشير)
هايد (بالإنجليزية: Hyde, Bedfordshire)‏ هي قرية و أبرشية مدنية تقع في المملكة المتحدة في إنجلترا. يقدر عدد سكانها بـ 380 نسمة .